# علی‌‌بابا مارجینا
علی‌بابا مارجینا (به انگلیسی: Alibaba Marjinaa) فیلمی هندی محصول سال ۱۹۷۷ و به کارگردانی کدار کاپور است. در این فیلم بازیگرانی همچون پریم کریشن، ارومیلا بات، بیربال، شاکتی کاپور، اوم پراکاش، آمریش پوری و شارات ساکسنا ایفای نقش کرده‌اند.